# Arjona megapotamica
Arjona megapotamica är en tvåhjärtbladig växtart som beskrevs av Gustaf Oskar Andersson Malme. Arjona megapotamica ingår i släktet Arjona och familjen Schoepfiaceae. Inga underarter finns listade i Catalogue of Life.